# 559 Dywizja Grenadierów Ludowych
559 Dywizja Grenadierów Ludowych (559. Volks-Grenadier-Division) – jedna z niemieckich dywizji grenadierów ludowych. 
Utworzona w październiku 1944 roku z oddziałów 559 Dywizji Grenadierów. Walczyła w Zagłębiu Saary, Alzacji, Lotaryngii i nad Renem, gdzie poniosła ciężkie straty. W styczniu 1945 roku wchłonęła resztki 361 Dywizji Grenadierów Ludowych. W kwietniu 1945 roku dostała się do amerykańskiej niewoli w okolicy Münsingen.

## Podporządkowanie
- XIII Korpusowi SS (1 Armia ze składu Grupy Armii G),
- od marca 1945 roku  LXXV Korpusowi Armijnemu (ta sama 1 Armia)
- w kwietniu 1945: LXX Korpusowi Armijnemu (19 Armia)

## Dowódca dywizji
- generał porucznik Kurt Freiherr von Mühlen (październik 1944 - kwiecień 1945)

## Skład
- 1125 pułk grenadierów
- 1126 pułk grenadierów
- 1127 pułk grenadierów
- 1559 pułk artylerii
- 1559 kompania fizylierów
- 1559 zmotoryzowany batalion przeciwpancerny
- 1559 batalion pionierów
- oddziały zaopatrzenia